# Madatyphlops comorensis
Espèce
Synonymes
- Typhlops comorensis Boulenger, 1889
- Afrotyphlops comorensis (Boulenger, 1889)

Statut de conservation UICN

 DD  : Données insuffisantes
Madatyphlops comorensis est une espèce de serpents de la famille des Typhlopidae. 

## Répartition
Cette espèce est endémique de Mayotte dans l'archipel des Comores.

## Description
Dans sa description Boulenger indique que le spécimen en sa possession mesure 245 mm et est de couleur brun foncé.

## Étymologie
Son nom d'espèce, composé de comor[es] et du suffixe latin -ensis, « qui vit dans, qui habite », lui a été donné en référence au lieu de sa découverte, l'archipel des Comores.

## Publication originale
- Boulenger, 1889 : Descriptions of new Typhlopidæ in the British Museum. Annals and Magazine of Natural History, sér. 6, vol. 4, p. 360-363 (texte intégral).